# Batterie-Speicherkraftwerk

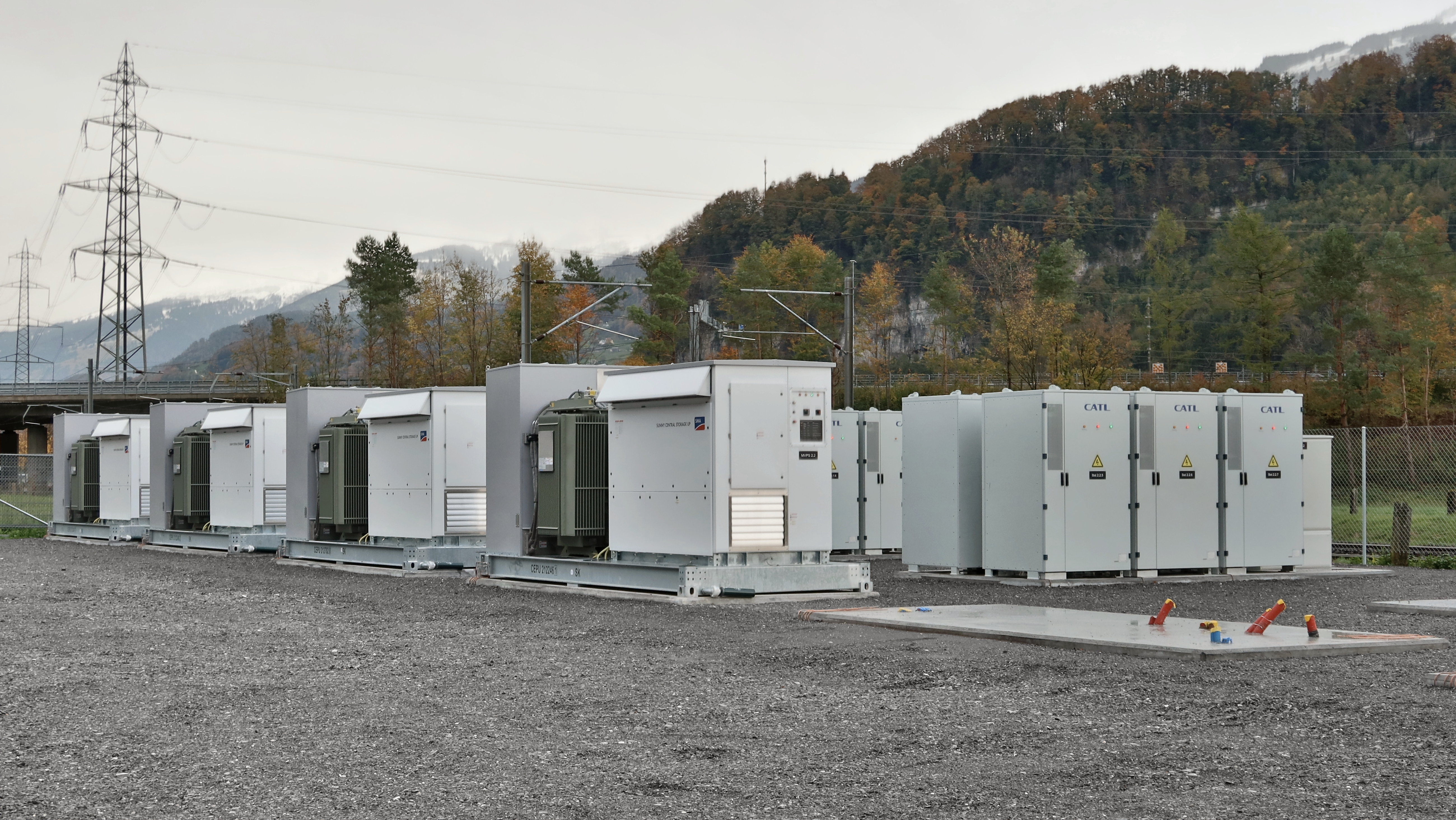
Batteriespeicher in Walenstadt, Schweiz

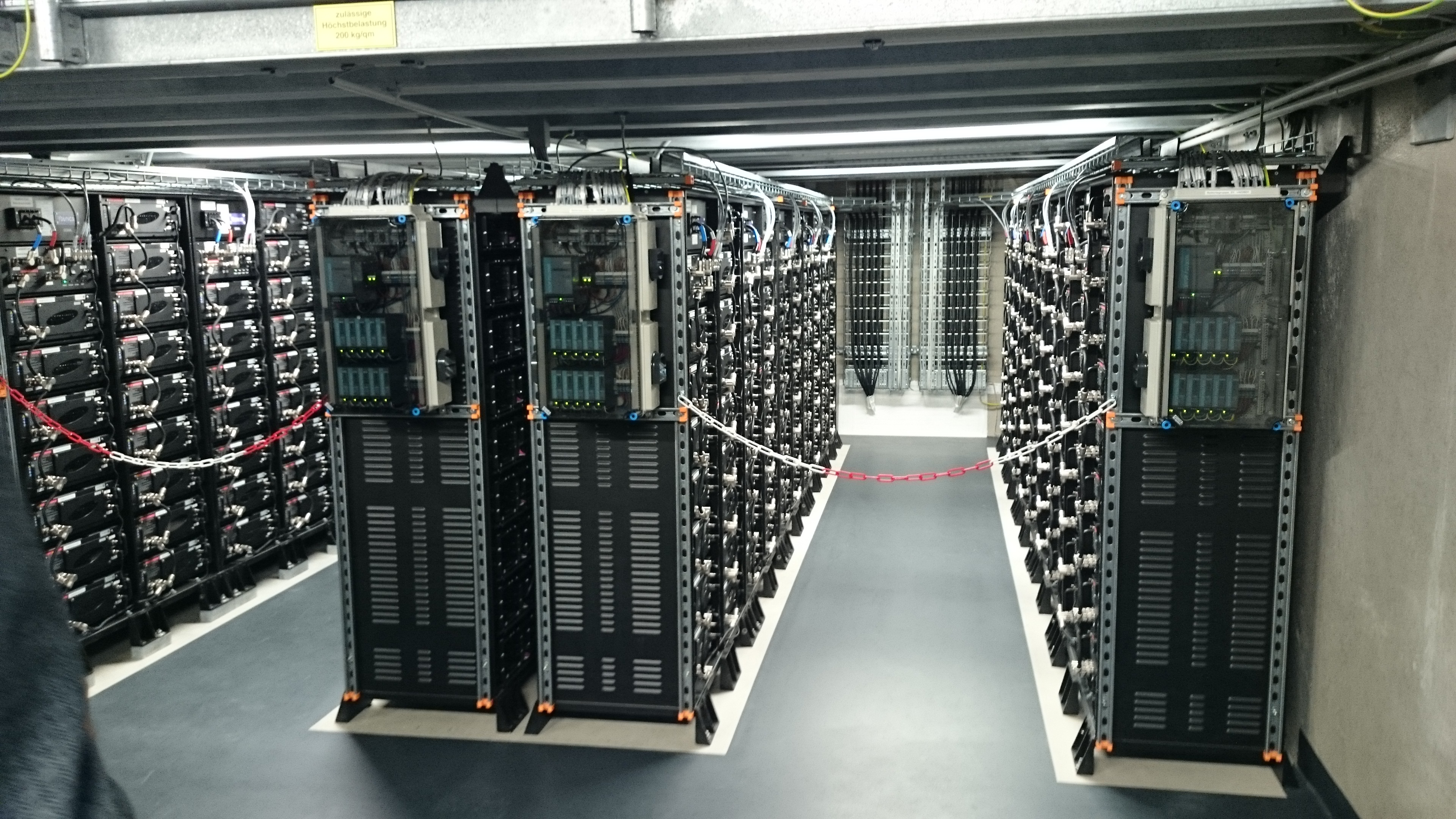
Batterie-Speicherkraftwerk Schwerin (Innenansicht 2014, modular gestaltete Akkumulatorenreihen)

Ein Batterie-Speicherkraftwerk ist eine Form des Speicherkraftwerks, welches zur Energiespeicherung Akkumulatoren als Batteriespeicher verwendet, d. h. wiederaufladbare elektrochemische Zellen. Wichtige Kenngrößen von Speicherkraftwerken sind die Leistung und die Speicherkapazität. Letztere gibt an, welche Menge an Energie der Speicher aufnehmen kann (z. B. in MWh). Die installierten Leistungen von Batterie-Speicherkraftwerken bewegen sich im Bereich von einigen Kilowatt (kW) bei Batteriespeichern bis in den einstelligen Gigawatt-Bereich (GW).
Mit zunehmendem Ausbau erneuerbarer Energien zur Stromerzeugung und sinkenden Preisen zur Speicherung gewinnen Batteriespeicher zunehmend an Bedeutung, da sie Erzeugungsspitzen puffern und bei Stromknappheit wieder abgeben können.
Ende 2024 waren im Energiesystem weltweit rund 155 GW Batteriespeicher installiert. Zu einem Bestand von 86 GW 2023 wurden 69 GW hinzugebaut. Mit Stand 2025 wuchs die installierte Batteriespeicher-Kapazität im abgelaufenen Jahrzehnt um 67 % pro Jahr an. Ursächlich waren nicht zuletzt die stark fallenden Preise für Batteriespeicher. 2024 lagen die Kosten für Lithium-Ionen-Batterie-Packs bei durchschnittlich 115 $ pro kWh, 84 % weniger als noch ein Jahrzehnt zuvor. Von 2023 auf 2024 fielen die Akkupreise um 20 %.
Beispiele von realisierten Anlagen finden sich in der Liste von Batterie-Speicherkraftwerken.

## Geschichte
Batterie-Speicherkraftwerke wurden bereits gegen 1900 eingesetzt, um in vielen der damaligen dezentralen Gleichstromnetze die Lastspitzen zu decken. Während Schwachlastzeiten speicherten sie elektrische Energie ein, die sie später bei hoher Nachfrage wieder abgaben. Um 1905 stellten derartige Akkumulatorstationen mit rund 100 MW rund 15 % der installierten elektrischen Gesamtleistung in Deutschland. Ihr Nutzungsgrad betrug ca. 70 bis 80 %.
Da die dezentralen Gleichstromnetze durch zentrale Wechselstromnetze ersetzt wurden und die Umwandlung größerer Leistungen von Elektroenergie von Wechsel- in Gleichstrom (und umgekehrt) damals ziemlich aufwändig war, war ein Weiterbetrieb dieser Anlagen nach Umstellung auf Wechselstrom zumindest nicht wirtschaftlich möglich, weshalb diese Anlagen durch andere Formen des Energiespeichers, wie Pumpspeicherkraftwerke, ersetzt wurden. 1984 wurde im damaligen West-Berlin in Berlin-Steglitz ein über Stromrichter mit dem Stromnetz verbundenes Batterie-Speicherkraftwerk mit einer Spitzenleistung von 17 MW eingerichtet, welches bis zum Synchronschluss 1994 in Betrieb war.

## Anwendung

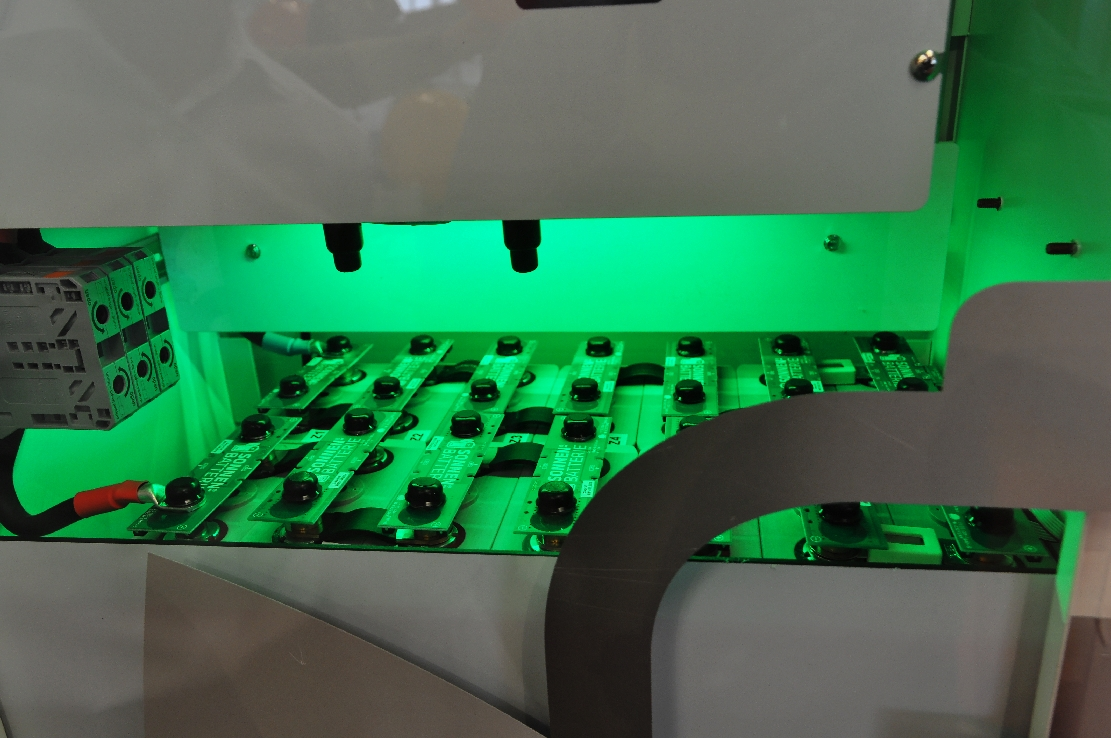
Akkumulatoren zur elektrischen Energiespeicherung

Batterie-Speicherkraftwerke dienten zunächst primär zur Erbringung von Systemdienstleistungen. Eine Anwendung im kleineren Rahmen ist die Netzstabilisierung in Stromnetzen mit ungenügender Regelleistung. Ein weiterer, wesentlicher Anwendungsbereich ist der Ausgleich von Erzeugung und Verbrauch, insbesondere der Leistungsausgleich von nicht nachfragorientierten erneuerbaren Energiequellen wie Wind- und Solarstromkraftwerken. Speicherkraftwerke erlauben in diesem Anwendungsbereich die Einsetzung höherer Anteile erneuerbarer Energieträger. Neben Regelleistung können Batteriespeicher aufgrund der praktisch trägheitslosen Steuerung und schnellen Reaktionsfähigkeit auch zur Spannungsregulierung in Wechselspannungsnetzen eingesetzt werden. Sie dienen dabei der Steuerung der Blindleistung und können statische Blindleistungskompensatoren in deren Funktion ergänzen. Außerdem sind Batterie-Speicherkraftwerke grundsätzlich schwarzstartfähig.
Der Übergang von Batterie-Speicherkraftwerken zu den kleineren Batteriespeichern mit ähnlichem Anwendungsgebiet ist fließend. Sogenannte Hausspeicher mit wenigen kWh Speicherkapazität werden zumeist im privaten Bereich im Zusammenspiel mit kleineren Photovoltaikanlagen betrieben, um Ertragsüberschüsse tagsüber in ertragsärmere bzw. ertragslose Zeiten am Abend bzw. in der Nacht mitzunehmen, den Eigenverbrauch zu stärken, die Autarkie zu erhöhen oder die Versorgungssicherheit zu erhöhen.
Mit Stand 2024 werden aufgrund der massiven Kostensenkungen zunehmend große Batterie-Speicherkraftwerke errichtet, die als klassische Speicherkraftwerke arbeiten und beispielsweise in den Mittagsstunden Erzeugungsspitzen der Solarenergie abpuffern und abends zurück ins Netz speisen.

## Aufbau

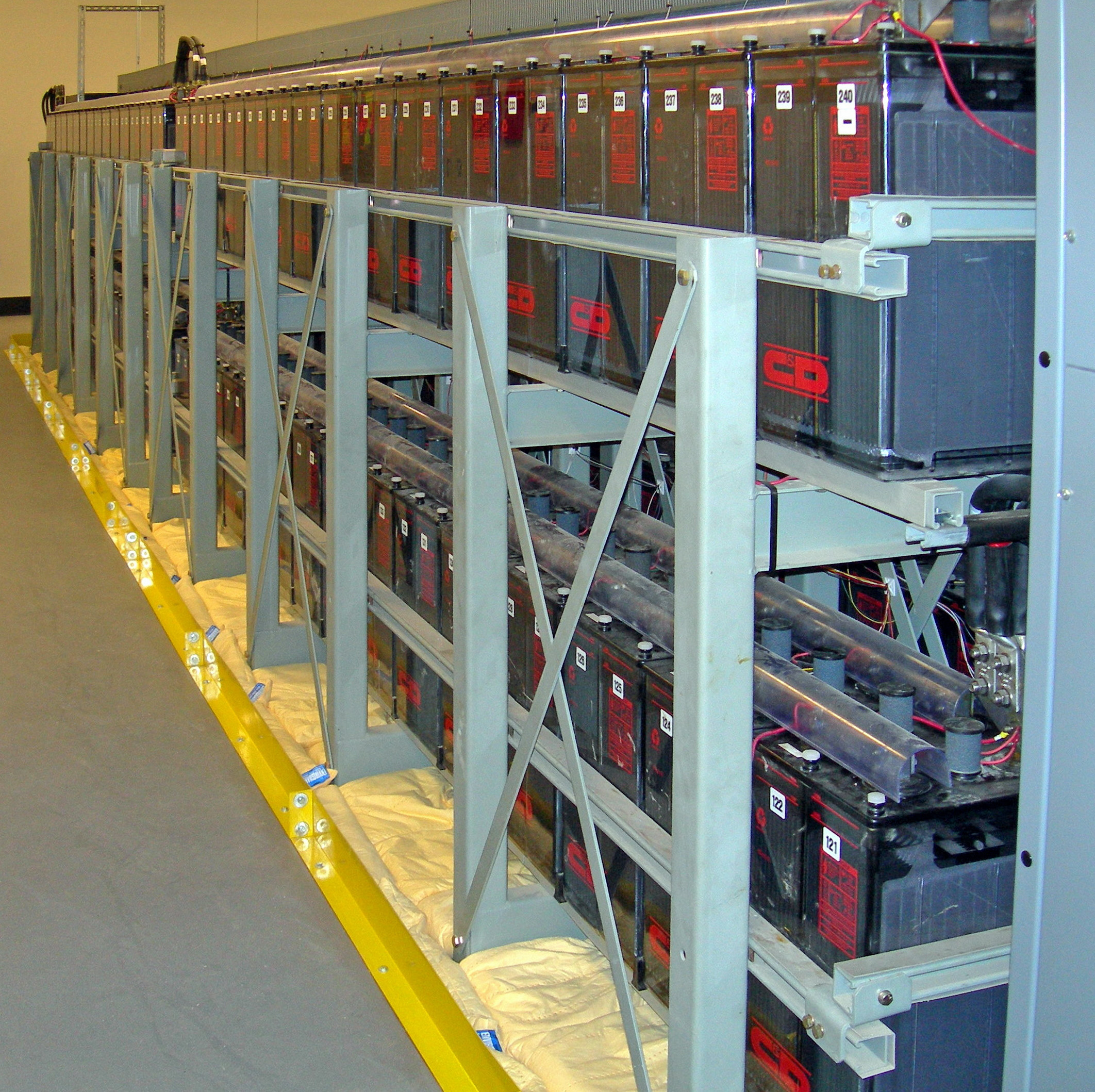
Akkumulatoren für die Notstromversorgung eines Rechenzentrums

Vom Aufbau sind Batterie-Speicherkraftwerke mit unterbrechungsfreien Stromversorgungen (USV) vergleichbar, wenngleich die Ausführungen größer sind. Die Akkus werden aus Sicherheitsgründen in eigenen Hallen oder Containern untergebracht. Wie bei einer USV besteht das Problem, dass elektrochemische Energiespeicher grundsätzlich nur in Form von Gleichspannung Energie speichern bzw. abgeben können, während elektrische Energienetze im Regelfall mit Wechselspannung betrieben werden. Aus diesem Grund sind zusätzliche Wechselrichter nötig, welche bei Batterie-Speicherkraftwerken aufgrund der höheren Leistung und Anbindung mit Hochspannung arbeiten. Es kommt dabei Leistungselektronik mit GTO-Thyristoren zur Anwendung, wie sie auch bei Hochspannungs-Gleichstrom-Übertragungen (HGÜ) üblich sind.
Als Akkumulatoren werden je nach Anlage verschiedene Systeme eingesetzt. Waren es seit den ersten Batterie-Speicherkraftwerken in den 1980er Jahren überwiegend Bleiakkumulatoren, fanden in den Folgejahrzehnten auch zunehmend Nickel-Cadmium-Akkumulatoren und Akkumulatortypen wie der Natrium-Schwefel-Akkumulator Anwendung. Durch fallende Preise in den 2010er Jahren sind Lithium-Ionen-Akkumulatoren die mittlerweile am häufigsten eingesetzten Akkumulatoren, wie beispielsweise bei dem Batteriepark Schwerin, Batterie-Großspeicher Dresden oder dem Speicher von BYD in Hongkong der Fall. Allerdings kommen auch weitere Techniken wie Redox-Flow-Batterien zum Einsatz.

## Betriebsverhalten
Der Vorteil von Batterie-Speicherkraftwerken sind die für energietechnische Systeme extrem kurzen Regelzeiten und Startzeiten im Bereich von 20 ms auf Volllast, da keine mechanisch zu bewegenden Massen vorhanden sind. Damit können diese Kraftwerke nicht nur zur Abdeckung von Spitzenleistung im Minutenbereich dienen, sondern auch zur Dämpfung von kurzfristigen Oszillationen im Sekundenbereich, bei an den Kapazitätsgrenzen betriebenen elektrischen Energienetzen. Diese Instabilitäten äußern sich in Spannungsschwankungen mit Perioden bis zu einigen 10 Sekunden und können sich in ungünstigen Fällen zu hohen Amplituden aufschwingen, welche zu überregionalen Stromausfällen führen können. Dem können ausreichend stark dimensionierte Batterie-Speicherkraftwerke entgegenwirken. Daher finden sich Anwendungen primär in jenen Regionen, wo elektrische Energienetze an ihrer Kapazitätsgrenze betrieben werden und in der Netzstabilität gefährdet sind. Weitere Anwendung sind Inselnetze, welche zur Stabilisierung nicht mit Nachbarnetzen elektrische Energie kurzfristig austauschen können.
Zusätzlich kann eine Nutzung auf verschiedenen Energiemärkten in Betracht gezogen werden, als Beispiele dienen hier Arbitrage-Handel auf dem Spotmarkt und Systemdienstleistungen durch Frequenzstabilisierung durch Bereitstellung von Regelleistung.
Ein Nachteil, insbesondere bei der Verwendung von Bleiakkumulatoren, ist die begrenzte Lebensdauer der als Verschleißteil ausgelegten Akkumulatoren und die damit verbundenen Kosten, welche diese Systeme oft unwirtschaftlich werden ließen. Durch Überbeanspruchung wie Tiefentladung und vergleichsweise sehr hohe Lade- und Entladeströme können Defekte wie Überhitzung an den Akkumulatoren auftreten, die Lade/Entladezyklen von Bleiakkus sind in diesem Anwendungsbereich auf einige 100 bis zu 1000 Zyklen limitiert. Durch mechanische Schäden an den Gehäusen kann weiters Säure oder Elektrolyt aus dem Inneren der Akkuzellen austreten. Bei der elektrischen Ladung bilden sich je nach Akkutyp mit Luft explosive Gase wie Knallgas, welches aus den Hallen permanent abgesaugt werden muss. Lithium-Ionen-Akkumulatoren mit einer geeigneten Steuerelektronik haben diese Probleme nicht, auch die Zyklenfestigkeit ist gegenüber Bleiakkumulatoren verbessert. Die Preise von Lithium-Ionen-Akkus sind weiter sinkend, so dass diese Systeme wirtschaftlicher betrieben werden können als noch einige Jahrzehnte zuvor.

## Marktentwicklung
2016 schrieb der britische Netzbetreiber National Grid technologieoffen 200 MW an Regelleistung aus, um die Systemstabilität zu erhöhen. Hierbei setzten sich ausschließlich Batterie-Speicherkraftwerke durch. In den USA ist der Markt für Speicherkraftwerke 2015 um 243 Prozent gegenüber 2014 gestiegen.
Auf dem Markt für Konsumenten gibt es eine Vielzahl von Speichersystemen. In Untersuchungen der HTW Berlin wurden im Rahmen der Inspektion im Jahr 2018 und 2019 derartige System untersucht sowie die Gesamteffizienz mit dem System Performance Index (SPI) bewertet.
Im Rahmen des Wandels von Förderung der reinen Erzeugungskapazität klimafreundlicher Energie hin zur netzdienlichen Erzeugung fördern zahlreiche Länder die dezentrale Errichtung vergleichsweise kleiner Batteriespeicher (bis ca. 10 kWh) insbesondere als Ergänzung zu PV-Anlagen. Dies hat zu einem deutlichen Anstieg der Anzahl an Batterie-Speicherkraftwerken, bei gleichzeitiger Verringerung der durchschnittlichen Kapazität geführt.
Im Mai 2024 ging in China das erste große Batteriespeicherkraftwerk mit Natrium-Ionen-Akkumulatoren in Betrieb. Die Batterie hat eine Kapazität von 10 MWh und besteht aus 22.000 Natrium-Ionen-Zellen, mit einer Kapazität von je 210 Ah. Diese können innerhalb von 12 Minuten zu 90 Prozent geladen werden.
Zusätzlich hat der japanische Energiesektor – unter anderem durch einen deutlichen Ausbau der erneuerbaren Energien – eine stark gestiegene Nachfrage nach Batterie-Energiespeichersystemen (BESS) verzeichnet. Mehr als die Hälfte der 2,4 Gigawatt an Leistung, die im Rahmen der jüngsten langfristigen Auktionen für CO₂-arme Stromkapazitäten vergeben wurden, entfiel auf ausländische Unternehmen oder Konsortien. Zu den im Jahr 2024 genehmigten Großprojekten zählen über 1,37 GW neue BESS-Leistung sowie mehr als 6,7 GWh an Speicherkapazität. Die langfristige Dekarbonisierungs-Stromquellenauktion fördert den BESS-Ausbau, indem sie eine garantierte Deckung der Fixkosten über 20 Jahre hinweg zusichert. Allerdings könnten eine geringe Preisvolatilität sowie ein Mindestpreis im japanischen Strommarkt die Rentabilität solcher Systeme begrenzen – und verdeutlichen damit den Reformbedarf.
Das Stand Oktober 2024 leistungsstärkste Batteriespeicherkraftwerk befindet sich in Kalifornien, verfügt über eine Leistung von 1300 MW und eine Kapazität von 3300 MWh. Die größten Pumpspeicherkraftwerke erreichen noch deutlich höhere Leistungen. Neben Leistung und Kapazität zählen auch Start- und Regelzeiten zu den zentralen Kenngrößen von Speicherkraftwerken. Akkumulatoren ermöglichen hier Reaktionszeiten von unter 20 ms bis zur Volllast – im Vergleich zu mehreren Minuten bei Pumpspeicherkraftwerken.
Durch den Stromausfall vom 28. April 2025, bei dem das iberische Stromnetz innerhalb von nur fünf Sekunden vom restlichen europäischen Netz getrennt wurde und wirtschaftliche Schäden von bis zu 4,5 Milliarden Euro verursachte, rückte die Bedeutung der Systemresilienz in Spanien stärker in den Fokus. Batterie-Energiespeichersysteme gelten inzwischen als zentraler Baustein der spanischen Energiewende. Unternehmen wie Iberdrola und Solaria entwickeln aktiv hybride Solar- und Batteriespeicherprojekte, um den Auswirkungen von Solarstromüberproduktion und damit verbundenen Preisverfällen entgegenzuwirken. Allein Solaria hat acht neue BESS-Anlagen in Kastilien und León sowie Kastilien-La Mancha geplant.

Trianel plant Stand Juni 2025 mit Partnern neben dem Kohlekraftwerk Lünen einen Batteriespeicher mit in der ersten Stufe 1.800 MWh Energieinhalt zu bauen, die Inbetriebnahme ist für das erste Quartal 2028 geplant.